# Lista das estações ferroviárias de Paris

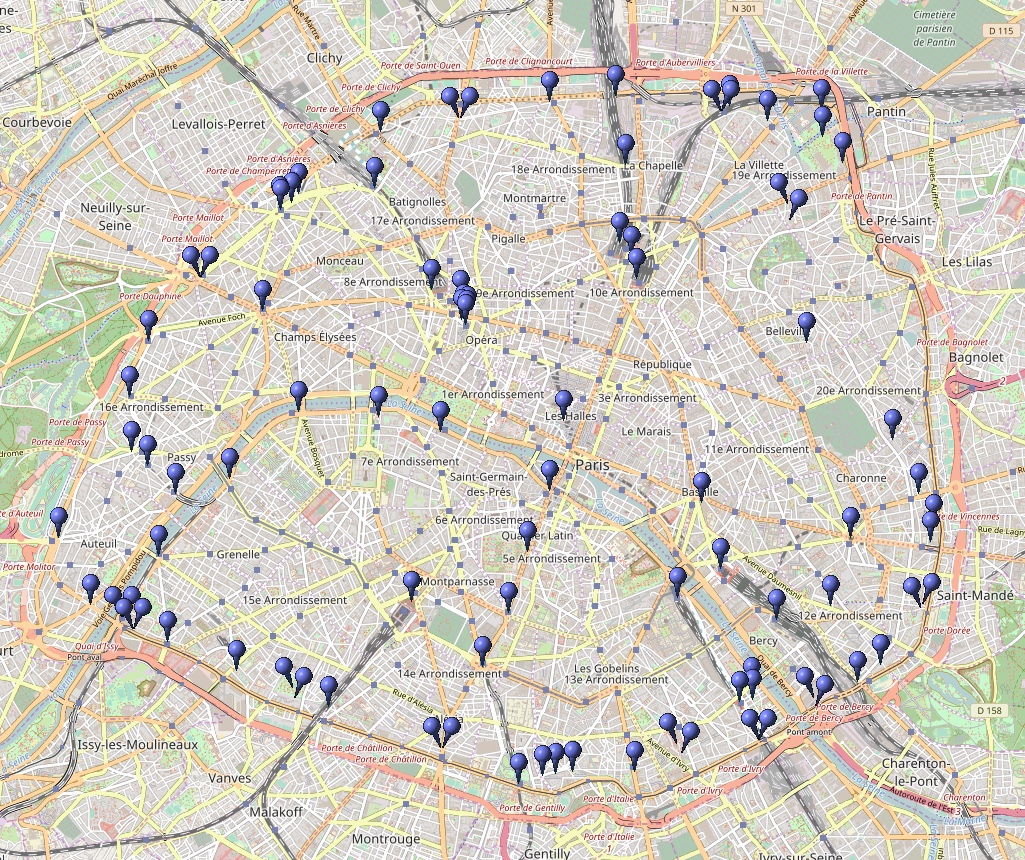
Mapa de localização de todas as estações (abertas ou fechadas) em Paris.

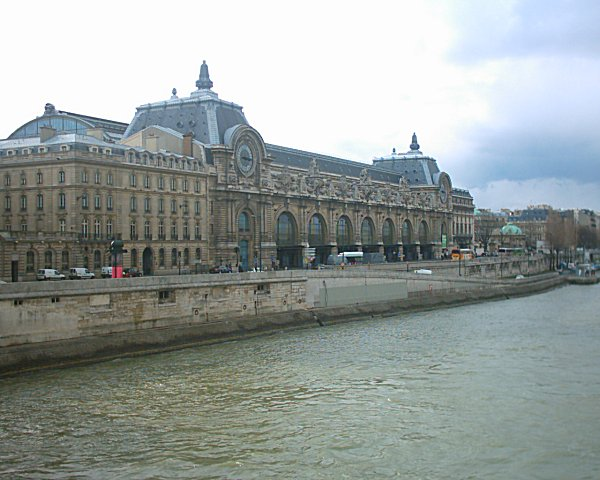
A antiga Gare d'Orsay se tornou um museu.

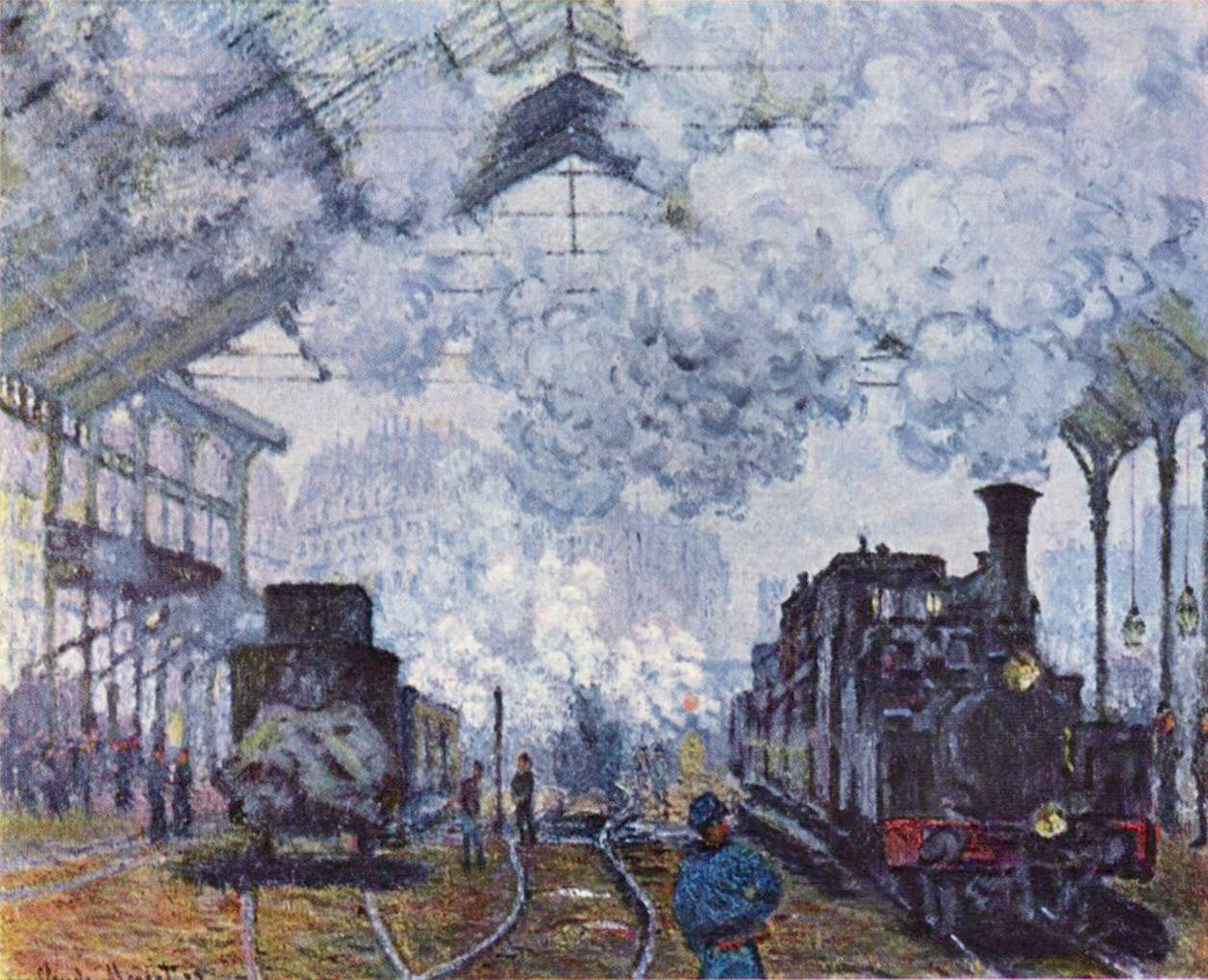
A Gare Saint-Lazare, pintado por Claude Monet em 1877. As estações ferroviárias parisienses inspiraram muitos artistas.

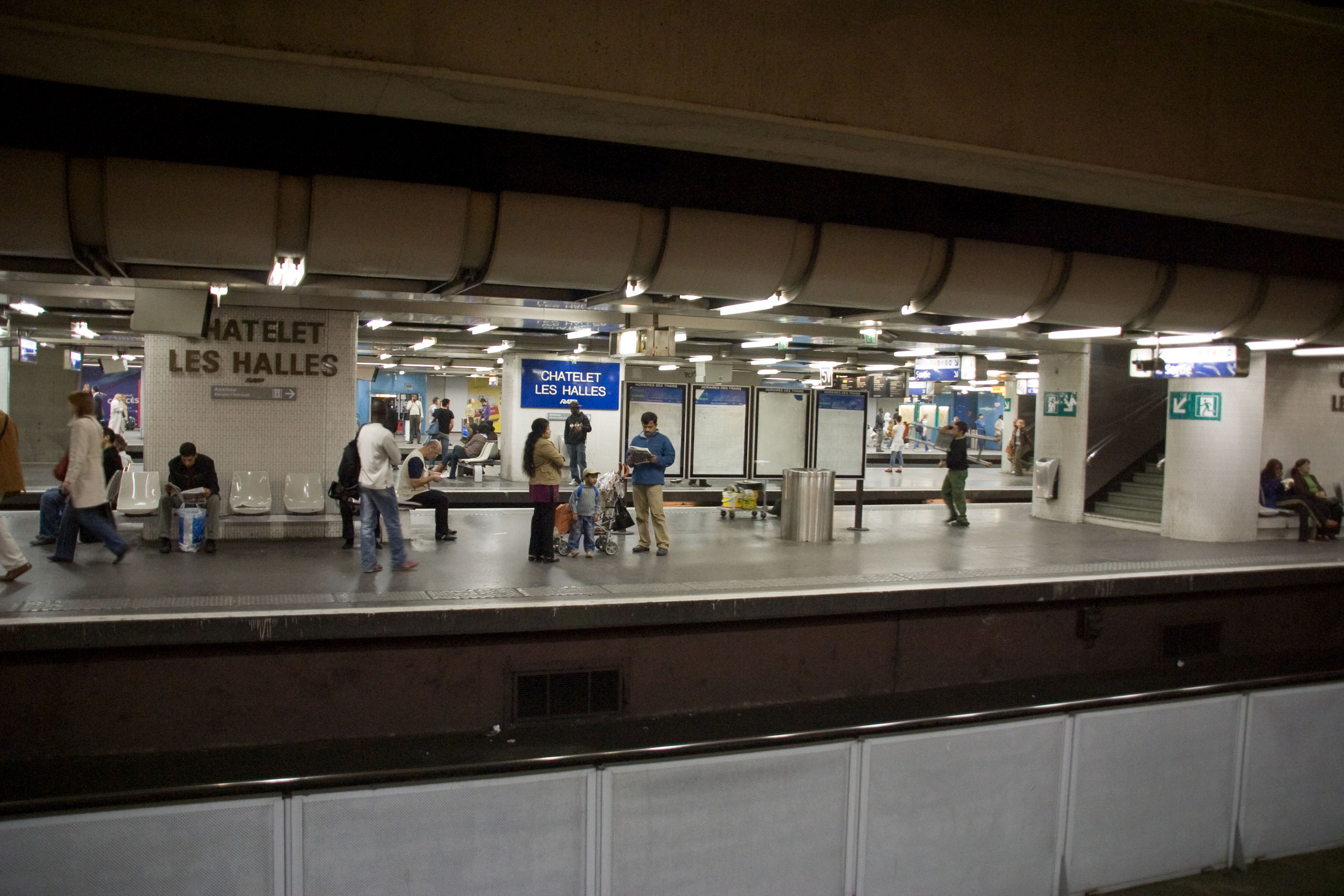
A estação de Châtelet - Les Halles, inaugurada em 1977, é totalmente subterrânea. Ela é reservada para o tráfego suburbano da Rede Expressa Regional (RER).

Paris possui um grande número de estações ferroviárias, tanto da história do desenvolvimento das ferrovias francesas quanto da necessidade de servir finamente a cidade.
Algumas datam da origem da ferrovia, outros são de construções mais recentes, especialmente no âmbito da realização da Rede Expressa Regional da Ilha de França. Outras perderam sua função ferroviária e foram demolidas ou reconvertidas para outros usos.

## História
A partir de 1830 e depois sob a lei sobre a criação de grandes linhas ferroviárias na França em 1842, o Estado concede às grandes companhias os conjuntos coerentes de linhas ferroviárias, formando uma rede em "teia de aranha", cujo centro é Paris.
Os parisienses descobriram a estação ferroviária, invenção do século XIX, com o embarcadouro da promenade pour Le Pecq na abertura do primeiro trecho de trem criado pela Compagnie du chemin de fer de Paris à Saint-Germain. Este primeiro teste continuou e Paris viu abrir outros seis embarcadouros no que era então a periferia da cidade histórica antes das grandes obras de Haussmann. Elas eram todas cabeças de linha criadas pelas grandes companhias que ampliariam suas redes de vias férreas no país.
- A Compagnie des chemins de fer du Nord criou a Gare du Nord (Nord) em 1846. O edifício atual data de 1864.
- A Compagnie des chemins de fer de l'Est criou a Gare de l'Est (Est) em 1849.
- A Compagnie des chemins de fer de Paris à Lyon et à la Méditerranée (PLM) criou em 1849 a Gare de Lyon, cujo edifício data de 1900.
- A Compagnie du chemin de fer de Paris à Orléans (PO) criou em 1840 a Gare d'Orléans. Situada no Quai d'Austerlitz, leva o nome de Gare d'Austerlitz. Com a estimativa excêntrica, a PO decide estender sua linha para o centro da capital e a Gare d'Orsay, inaugurada em 1900, mas desativada a partir da Segunda Guerra Mundial e transformada em museu, o Museu de Orsay, em 1986.
- A Compagnie des chemins de fer de l'Ouest, comprada em 1908 pela Administration des chemins de fer de l'État, operava as duas linhas de Versalhes, uma na margem direita e outra na margem esquerda, o que explica a presença de duas estações principais em Paris[3]:
  - a Gare Saint-Lazare, cabeça da linha de Paris-Saint-Lazare a Saint-Germain-en-Laye e da linha de Paris-Saint-Lazare a Versailles-Rive-Droite;
  - a Gare Montparnasse, cabeça da linha de Paris a Versalhes pela margem esquerda, e, mais tarde, da linha de Paris-Montparnasse a Brest.

Essas estações não eram interconectadas, mas eram conectadas pela linha da Petite Ceinture em 1862, para permitir trocas entre as companhias, especialmente para o tráfego de mercadorias. Como a capacidade da Petite Ceinture se mostrou insuficiente durante a Guerra Franco-Prussiana de 1870, uma segunda linha de ligação foi construída de 10 a 20 km em torno de Paris, a linha da Grande Ceinture.
Outras estações foram criadas para garantir o serviço de mercadorias de Paris (estação de Paris-Bestiaux, estação de Paris-Gobelins...) ou para constituir a origem de linhas isoladas (Estação de la Bastille, Estação de Invalides, Estação de Denfert-Rochereau).
Ao contrário das grandes cidades provinciais, Paris não tinha estações ferroviárias secundárias. Deve-se lembrar, no entanto, que o Metrô de Paris e os antigos tramways de Paris foram construídos sob a regulamentação de ferrovias de interesse local ou ferrovias secundárias.

## Estações em atividade

### Grandes linhas

As diferentes zonas servidas em função da estação original.

Estas estações parisienses são a origem dos trens das grandes linhas (trens que ultrapassam a região da Ilha de França). Elas também são, com exceção de Bercy e Austerlitz, as estações originárias das linhas suburbanas que não pertencem à Rede Expressa Regional da Ilha de França (RER), mas à rede convencional de trens suburbanos conhecida como rede Transilien, das quais sete linhas (H, J, K, L, N, P e R) entre as oito que constituem essa rede têm origem em Paris. As Gares d'Austerlitz, Saint-Lazare (e Haussmann - Saint-Lazare, ao lado da estação anterior), de Lyon e du Nord também são estações do RER; todas essas estações são servidas pelo metrô.
Os destinos dos trens de onde essas estações partem são indicados abaixo.
- Gare d'Austerlitz:
  - Ela se situa à frente das linhas clássicas que servem as regiões do Centro-Oeste, mas também do Sudoeste da França. É servido principalmente por trens Intercités com destino a Limoges-Bénédictins, Brive-la-Gaillarde, Cahors, Montauban, Toulouse-Matabiau e Bordeaux-Saint-Jean. Os Intercités de nuit também fazem conexões para o sul, particularmente para Portbou / Cerbère, Latour-de-Carol, Rodez ou Briançon.
  - A estação também é servida pelos trens regionais TER Centre-Val de Loire para Orleans e Vendôme. Por fim, é um ponto de parada do RER C.

- Gare de Bercy:
  - A estação é servida apenas pelos trens clássicos Intercités para o centro da França, incluindo Clermont-Ferrand e Nevers, mas também pelo TER Bourgogne-Franche-Comté que faz conexões com a Borgonha.

- Gare de l'Est:
  - Ela está à frente do TGV Est com destino ao Leste da França, com ligações para Estrasburgo-Ville, Nancy-Ville, Metz-Ville, Bar-le-Duc, Reims ou Charleville-Mézières, via estações de TGV do LGV Est: Champanhe-Ardenas-TGV, Meuse-TGV e Lorena-TGV.
  - A estação também é servida por trens estrangeiros de alta velocidade. O ICE serve as cidades de Frankfurt, Stuttgart ou Saarbrücken a partir desta estação. O TGV também serve a Alemanha via LGV Est, mas também o Luxemburgo.
  - Os trens clássicos Intercités 100% Éco atendem em especial Nancy-Ville e Estrasburgo-Ville, enquanto que os TER Grand Est (ex-Intercités) atendem grande parte do Leste da França, incluindo Mulhouse-Ville, Belfort, Troyes e Chaumont. O TER Vallée-de-la-Marne serve parte da antiga região da Champanhe-Ardenas, especificamente Châlons-en-Champagne e Saint-Dizier.
  - Finalmente, a estação é a origem da linha P do Transilien em proveniência de Sena e Marne e sul de Aisne.

- Gare de Lyon:
  - A estação é a origem do TGV da Suíça, Itália e Espanha. Trens clássicos como o Thello servem Milão-Central e Veneza.
  - Os TGVs servem um grande quarto Sudeste a partir desta estação, bem como regiões intermediárias: a Borgonha-Franco-Condado (Dijon, Le Creusot, Mâcon, Besançon e Belfort), a antiga região do Ródano-Alpes (Lyon-Part-Dieu, Lyon-Perrache, Saint-Étienne, Valence, Grenoble, Annecy, Chambéry, Bourg-Saint-Maurice, Modane, Évian-les-Bains), a Provença e a Côte d'Azur (Avinhão, Aix-en-Provence, Marselha-Saint-Charles, Toulon, Saint-Raphaël, Cannes, Antibes, Nice-Ville, Mônaco, Menton), e finalmente a antiga região da Languedoque-Rossilhão (Nîmes, Montpellier-Saint-Roch, Sète, Béziers, Narbona, Perpinhã).
  - A estação também é servida pelo TER Bourgogne-Franche-Comté com destino a Laroche - Migennes, mas também pelo RER A e pelo RER D.
  - Por fim, é a origem da linha R do Transilien para Montereau e Montargis.

- Gare Montparnasse:
  - Para trens principais, a estação é servida pelo TGV Atlantique para o oeste e sudoeste da França: Bretanha (Rennes, Saint-Brieuc, Lannion, Brest, Vannes, Lorient e Quimper), parte da região do Centro-Vale do Loire (Tours, Saint-Pierre-des-Corps), a região do País do Loire (Laval, Le Mans, Angers, Nantes, Saint-Nazaire, Le Croisic), Nova Aquitânia (Châtellerault, Poitiers, Niort, La Rochelle, Angoulême, Bordéus-Saint-Jean, Arcachon, Agen, Dax, Baiona, Hendaye e Pau) e finalmente a Occitânia (Toulouse-Matabiau, Montauban, Lourdes e Tarbes).
  - A Normandia também é servida pelo Intercités e pelo TER, para Granville e Argentan. O TER Centre-Val-de-Loire serve Le Mans, Chartres e Nogent-le-Rotrou.
  - Finalmente, é a origem da linha N do Transilien para Dreux, Yvelines e Altos do Sena.

- Gare du Nord:
  - A Gare du Nord recebe grande parte dos trens internacionais para Bruxelas, Amsterdam, e da Alemanha (Thalys), além de Londres (Eurostar).
  - O TGV Nord serve a região dos Hauts-de-France (Arras, Valenciennes, Hazebrouck, Lille-Flanders, Lille-Europe, Tourcoing, Dunquerque, Calais e Bolonha).
  - A estação também é servida pelo TER Hauts-de-France, bem como pelo RER B e pelo RER D.
  - Finalmente, a estação é a origem da linha H do Transilien ao norte da Ilha de França e da linha K com destino a Crépy-en-Valois.

- Estação Saint-Lazare:
  - A estação está à frente das linhas clássicas em direção à Normandia. Os trens Intercités servem Serquigny, Ruão, Le Havre, Trouville - Deauville, Lisieux, Caen e Cherbourg. O TER Normandie também serve Évreux, Serquigny e Ruão.
  - A maior parte do tráfego de passageiros é fornecida por trens suburbanos. A estação é a origem das linhas J e L de Transilien, com destino ao oeste e noroeste da Ilha de França, bem como a Normandia.

### Linhas de trem urbano

#### Estações da Rede Expressa Regional da Ilha de França
As estações da linha principal (subseção anterior) que também são estações da Rede Expressa Regional de Île-de-France não são listadas. As estações seguintes não se encontram apenas nas linhas da rede RER, sendo as linhas em causa identificadas pelas letras A, B, C, D e E colocadas após o nome:
- Auber (RER A)
- Avenue Foch (RER C)
- Avenue Henri-Martin (RER C)
- Avenue du Président-Kennedy - Maison de Radio-France (RER C)
- Bibliothèque François-Mitterrand (RER C)
- Boulainvilliers (RER C)
- Champ-de-Mars - Tour Eiffel (RER C)
- Charles-de-Gaulle - Étoile (RER A)
- Châtelet - Les Halles (RER A - RER B - RER D)
- Cité universitaire (RER B)
- Denfert-Rochereau (RER B)
- Haussmann - Saint-Lazare (RER E)
- Invalides (RER C)
- Javel (RER C)
- Luxembourg (RER B)
- Magenta (RER E)
- Musée d'Orsay (RER C)
- Nation (RER A)
- Neuilly - Porte Maillot (RER C)
- Pereire - Levallois (RER C)
- Pont de l'Alma (RER C)
- Pont du Garigliano (RER C)
- Port Royal (RER B)
- Porte de Clichy (RER C)
- Rosa-Parks (RER E)
- Saint-Michel - Notre-Dame (RER B - RER C)

#### Estação de outras linhas suburbanas
- Pont-Cardinet, antiga estação de Batignolles (rede Transilien Paris Saint-Lazare - linha L).

## Estações desativadas

### Linha da Petite Ceinture
A linha Petite Ceinture é uma linha ferroviária abandonada que fazia a volta por Paris. A maioria das estações está abandonada, mas algumas foram reutilizadas. Eles estão listados abaixo, no sentido horário, a partir do oeste.
- Auteuil-Boulogne
- Passy-la-Muette (hoje ocupada pelo restaurante La Gare)
- Avenue Henri-Martin (hoje RER C)
- Avenue du Bois de Boulogne (hoje Avenue Foch RER C, perto da estação de metrô Porte Dauphine)
- Neuilly-Maillot (hoje RER C, em correspondência com a estação de metrô Porte Maillot)
- Courcelles-Levallois (hoje RER C e denominada, desde 25 de setembro de 1988, Pereire - Levallois)
- Courcelles-Ceinture
- Avenue de Clichy (hoje Estação de Porte de Clichy do RER C)
- Avenue de Saint-Ouen
- Boulevard Ornano
- La Chapelle-Saint-Denis
- Est-Ceinture[4]
- Pont de Flandre

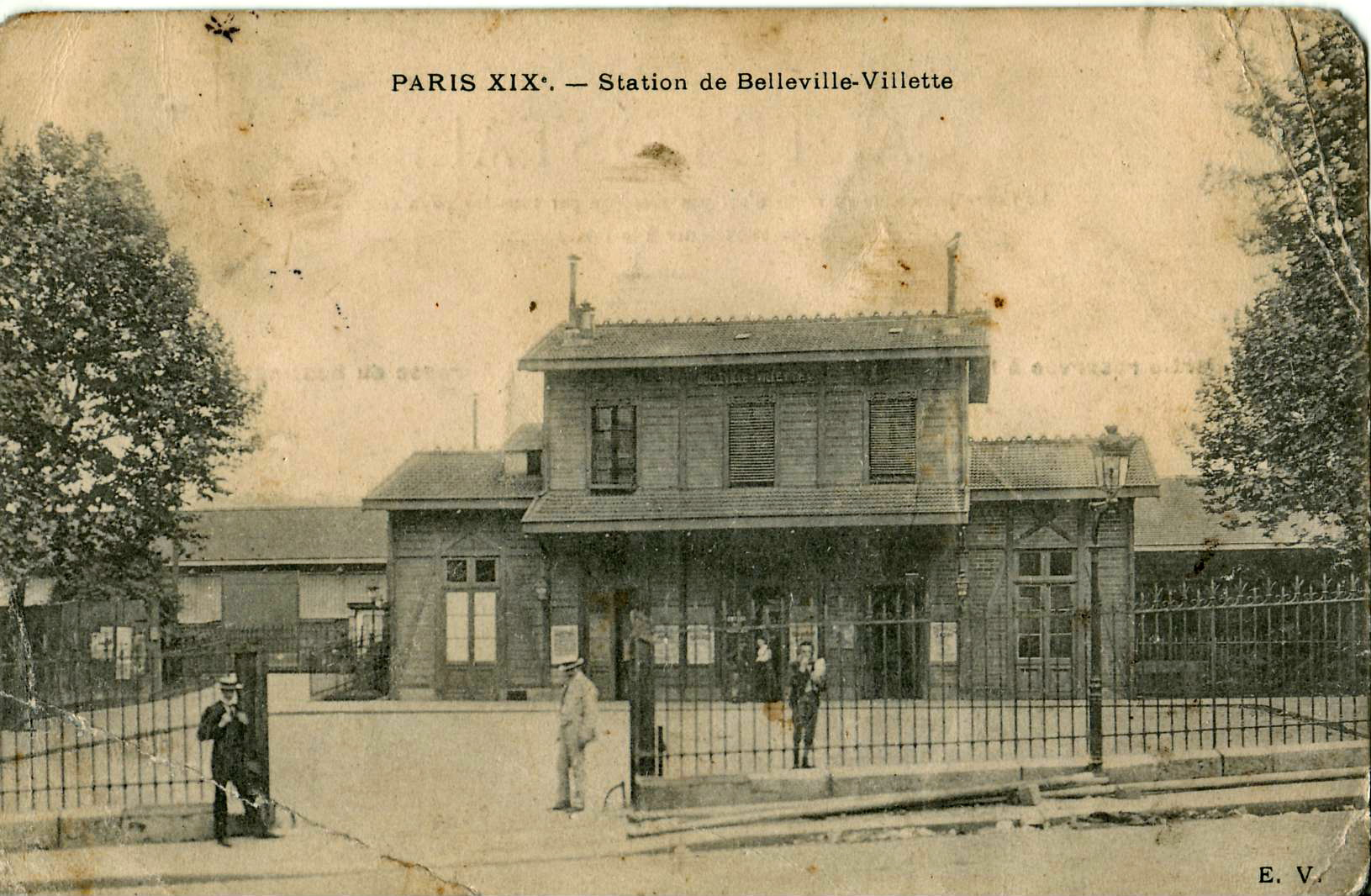
Exterior da Estação de Belleville-Villette (na esquina da rue Meynadier e da rue de Crimée)

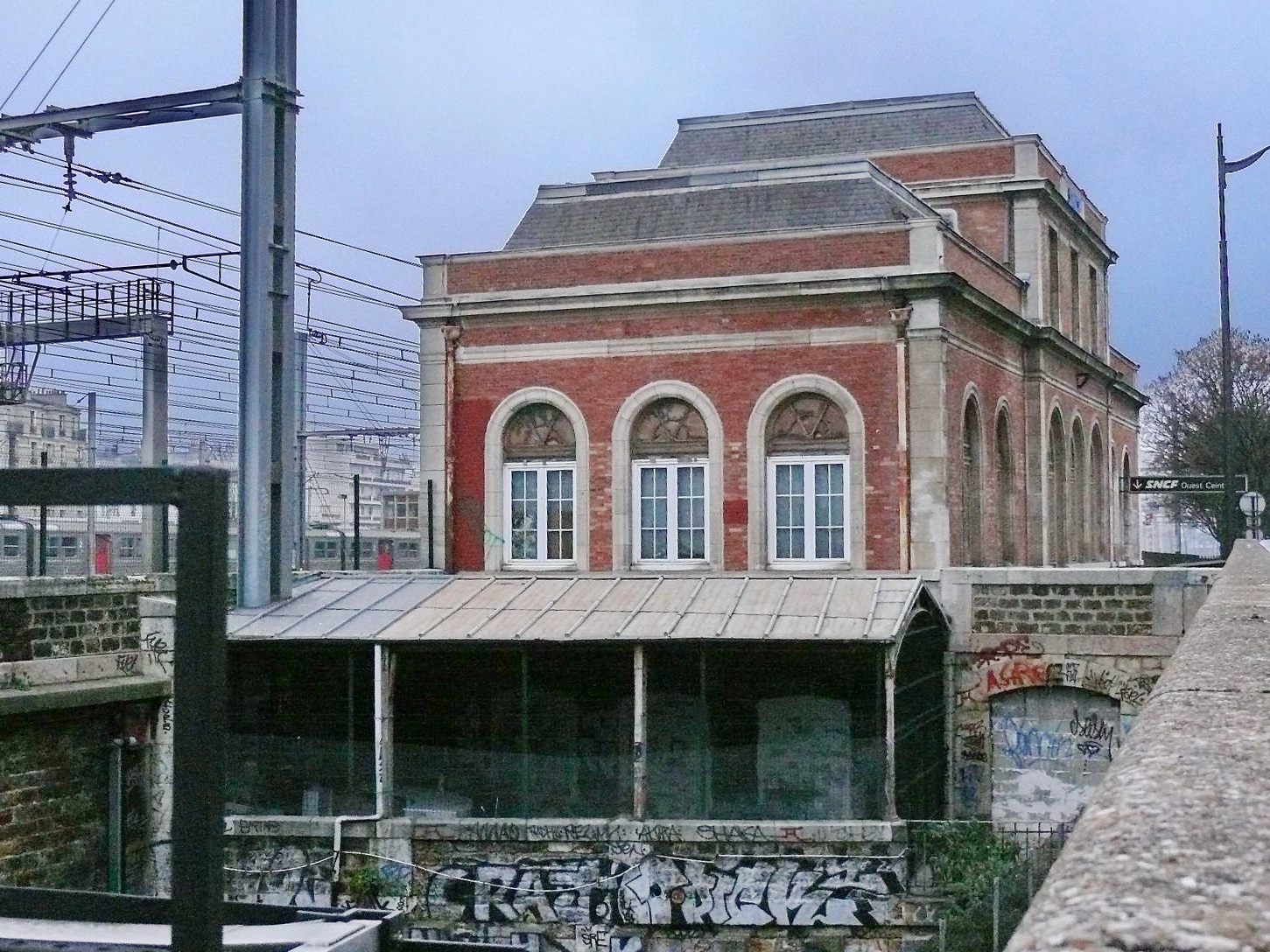
Ouest-Ceinture dava a correspondência entre a linha de Petite Ceinture e a de Montparnasse em Versailles-Rive-Gauche

- Belleville-Villette, também estação de carga
- Ménilmontant
- Charonne, também estação de carga, agora a sala de concertos La Flèche d'Or
- Rue d'Avron
- Avenue de Vincennes
- Bel-Air-Ceinture
- Rue Claude-Decaen
- Bercy-Ceinture
- La Rapée-Bercy, antiga pequena estação de triagem
- Orleans-Ceinture
- Maison-Blanche
- Parc de Montsouris
- Montrouge-Ceinture
- Ouest-Ceinture
- Abattoirs de Vaugirard, unicamente para o gado
- Vaugirard-Ceinture
- Grenelle-Ceinture
- Point-du-Jour

### Outras estações
- Estação do Boulevard Masséna (anteriormente Orléans-Ceinture) na linha C do RER foi fechada em 3 de dezembro de 2000 porque foi substituída pela estação Bibliothèque François Mitterrand.

## Estações desaparecidas, inexploradas ou reconstruídas

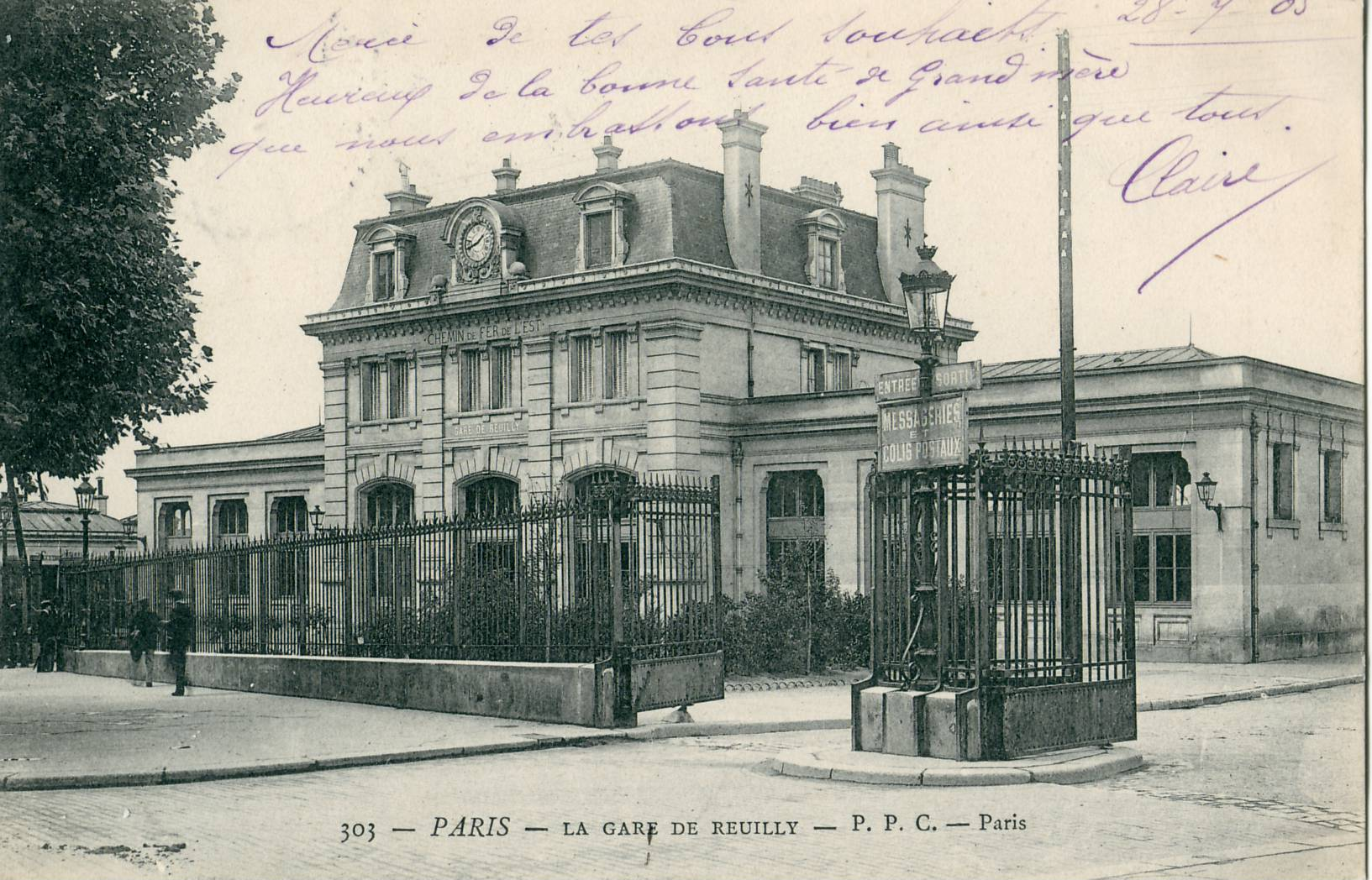
Fachada da estação de Reuilly, no início do século XX

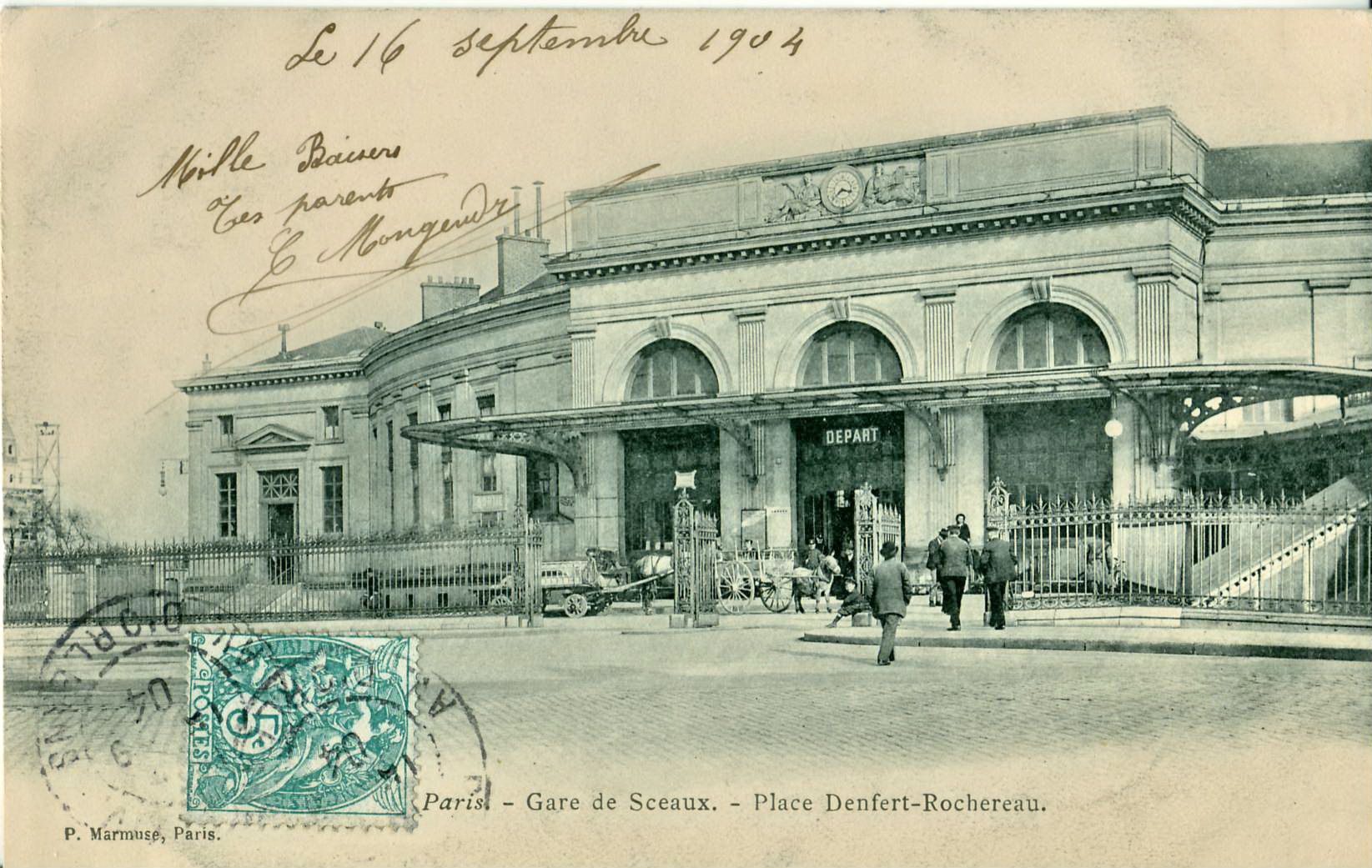
A Estação de Denfert, no momento em que era o terminal da linha de Sceaux.
Projetada para a pista larga do Sistema Arnoux, a forma curva dos prédios permitiu que os trens servissem o terminal girando ao longo da fachada interior.

- Embarcadère de la ligne de Saint-Germain, localizada ao nível da place de l'Europe, destruída e substituída pela Gare Saint-Lazare.
- Gare de la Bastille, na antiga Linha de Vincennes, no site da atual Ópera da Bastilha.
- Estação de Reuilly na antiga Linha de Vincennes, usada pela casa de associações do 12.º arrondissement.
- Gare d'Orsay, convertido no Museu de Orsay por sua parte alta.
- Estação de Paris-Bestiaux e Estação de Paris-Abattoirs, estações antigas localizadas em um entroncamento colocado em serviço a partir da linha de Petite Ceinture, perto da estação de Belleville-Villette, para servir os Matadouros de La Villette (Parc de la Villette atualmente).
- Estação de Paris-Gobelins, estação de carga da linha da Petite Ceinture, sob a Dalle des Olympiades ainda em serviço, mas apenas por via rodoviária.
- Estação de Glacière-Gentilly, antiga estação de trem da linha Petite Ceinture, recentemente demolida, convertida em ZAC de habitação, e usada há algum tempo para testar os trens MP 89 da linha 14 do metrô de Paris.
- Estação de Grenelle-marchandises, antiga estação da linha da Petite Ceinture, destruída, substituída por uma pequena estação de manutenção dos trens do RER C, serviu muito tempo para experiência do projeto de metrô automático ARAMIS.
- Estação do Champ de Mars da Feira Mundial de 1878. Sensivelmente em sua localização, agora é a Estação do Champ de Mars - Torre Eiffel. O edifício de passageiros da estação do Champ de Mars, transferido em 1897 para Asnières (Estação de Les Carbonnets), ameaça cair em ruínas, embora esteja registrado desde 1985 no Inventário Complementar dos monumentos históricos.
- Estação de Denfert-Rochereau (linha de Sceaux): Sempre em serviço no semi-subterrâneo, as docas no beco sem saída da estação aérea atendem à garagem dos trens do RER B; o edifício mantém a forma arredondada do sistema de reversão de trem da linha de Sceaux.
- Estação de Invalides, ainda visível hoje e levada ao subsolo pelo RER C; o prédio de passageiros, ainda na superfície, é usado pela Air France.
- Estação de Bel-Air-Ceinture, antiga estação de junção entre a rede de cintura e a Linha de Vincennes, hoje destruída.
- Estação de Pont-Marcadet, antiga estação da linha Paris - Lille, hoje destruída.
- Estação de Bercy-Ceinture, antiga correspondência entre os caminhos da Gare de Lyon (e da estação de Bercy) e os da linha da Petite Ceinture, desativados, mas os trens ainda passam por lá.
- Estação de Paris-Tolbiac, anteriormente na PK 1,300 da linha de Paris-Austerlitz a Bordéus-Saint-Jean, foi fechada em junho de 2001 e destruída para acomodar o novo bairro de Paris Rive Gauche.

## Projetos de estação
- Gare de la Madeleine (década de 1830)
- Gare du Trocadéro (década de 1880)